# トリキアーナ
トリキアーナ（伊: Trichiana）は、イタリア共和国ヴェネト州ベッルーノ県に存在した基礎自治体（コムーネ）。
2019年1月30日にレンティアーイ、メルと合併してボルゴ・ヴァルベッルーナの一部となった。

## 地理

### 位置・広がり

#### 隣接コムーネ
コムーネとしてのトリキアーナは、以下のコムーネと隣接していた。括弧内のTVはトレヴィーゾ県所属を示す。
- チゾーン・ディ・ヴァルマリーノ (TV)
- リマーナ
- メル
- レヴィーネ・ラーゴ (TV)
- セーディコ

## 行政

### 分離集落
トリキアーナには、以下の分離集落（フラツィオーネ）があった。
- Trichiana, Pialdier, Casteldardo, Cavassico inferiore, Cavassico Superiore, Morgan, Frontin, Carfagnoi, S. Antonio Tortal, Confos, Campedei, Pranolz

## 姉妹都市
- Saubens、フランス